# داروو
داروو (به لهستانی:  Darów) یک روستا در لهستان است که در گمینا بوکووسکو واقع شده‌است. داروو ۱۰ نفر جمعیت دارد.